# Koetoezovo
Koetoezovo (Russisch: Кутузово) is een station aan de kleine ringspoorlijn in de Russische hoofdstad Moskou. Koetoezovo is een van de stations van de ringspoorlijn uit 1908, het oude stationsgebouw ligt ten zuiden van het metrostation Koetoezovskaja en zal niet worden hergebruikt. De nieuwe perrons liggen, iets noordelijker dan de oude, naast het metrostation en voor de reizigers is er dan ook een rechtstreekse verbinding tussen de beide stations. Het personenvervoer op de kleine ringlijn zal op 2 september 2016 door de MZD worden hervat onder de naam tweede ringlijn met lijnnummer 14. 

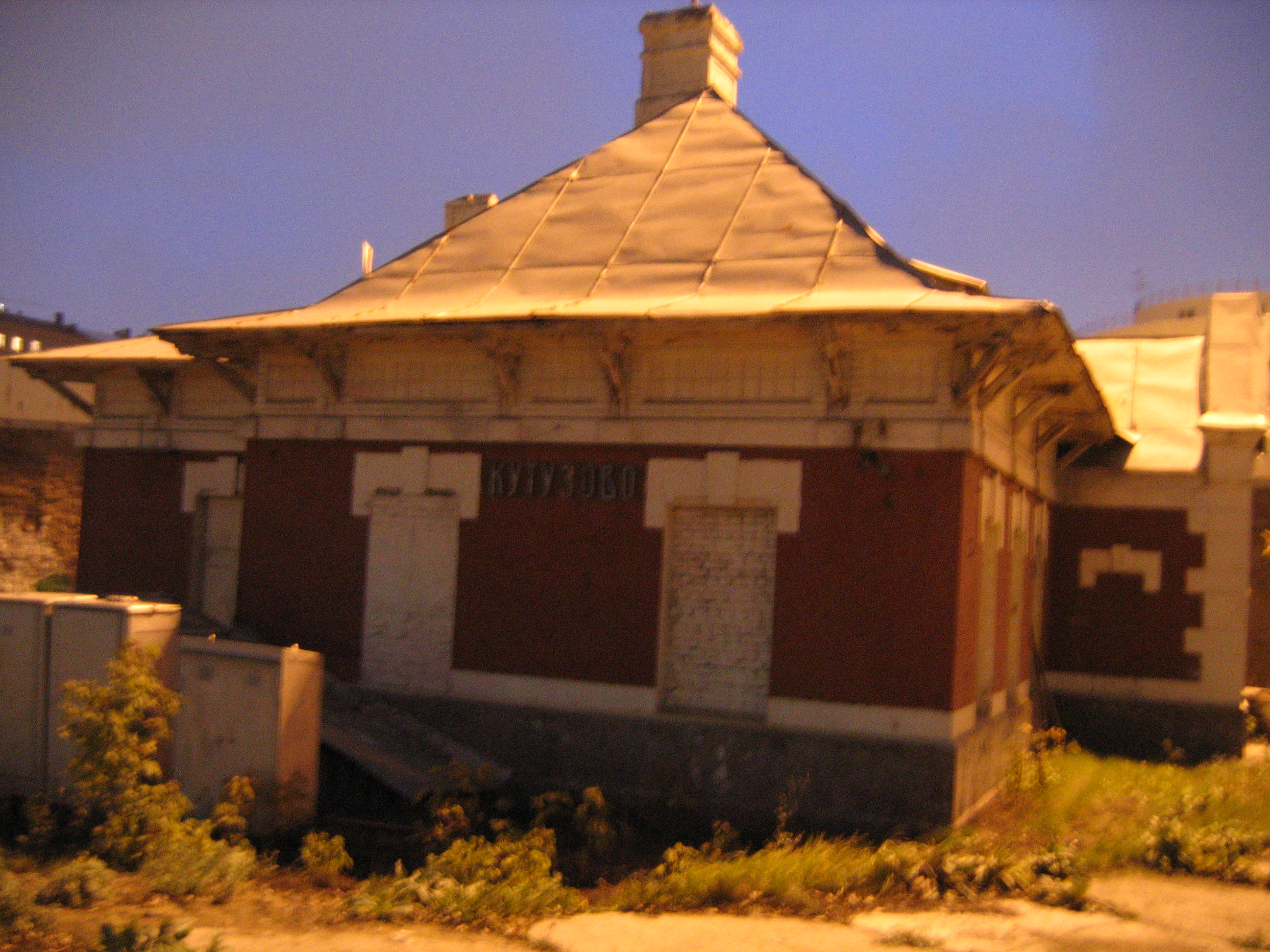
Het dichtgemetselde stationsgebouw uit 1908, in 2007